# Municipio de Crawford (condado de Madison)
El municipio de Crawford (en inglés: Crawford Township) es un municipio ubicado en el condado de Madison en el estado estadounidense de Iowa. En el año 2010 tenía una población de 693 habitantes y una densidad poblacional de 8 personas por km².

## Geografía
El municipio de Crawford se encuentra ubicado en las coordenadas 41°23′19″N 93°50′29″O / 41.38861, -93.84139. Según la Oficina del Censo de los Estados Unidos, el municipio tiene una superficie total de 86.65 km², de la cual 86.58 km² corresponden a tierra firme y (0.08%) 0.07 km² es agua.

## Demografía
Según el censo de 2010, había 693 personas residiendo en el municipio de Crawford. La densidad de población era de 8 hab./km². De los 693 habitantes, el municipio de Crawford estaba compuesto por el 97.98% blancos, el 0.14% eran afroamericanos, el 0.43% eran amerindios, el 0.14% eran asiáticos, el 0.14% eran isleños del Pacífico, el 0.14% eran de otras razas y el 1.01% pertenecían a dos o más razas. Del total de la población el 0.72% eran hispanos o latinos de cualquier raza.